# Gibson (Géorgie)
Pour les articles homonymes, voir Gibson.
La ville américaine de Gibson est le siège du comté de Glascock, dans l’État de Géorgie. Lors du recensement de 2000, sa population s’élevait à 694 habitants.

## Démographie
| 1880 | 1890 | 1900 | 1910 | 1920 | 1930 |
| ---- | ---- | ---- | ---- | ---- | ---- |
| 123  | 197  | 293  | 367  | 462  | 442  |

| 1940 | 1950 | 1960 | 1970 | 1980 | 1990 |
| ---- | ---- | ---- | ---- | ---- | ---- |
| 474  | 460  | 479  | 701  | 730  | 679  |

| 2000 | 2010 | - | - | - | - |
| ---- | ---- | - | - | - | - |
| 694  | 663  | - | - | - | - |

## Source
- (en) Cet article est partiellement ou en totalité issu de l’article de Wikipédia en anglais intitulé « Gibson, Georgia » (voir la liste des auteurs).